# Tad Weed
Tad Weed (* 5. Mai 1957 in Jackson, Michigan; † 22. August 2018 in Ypsilanti, Michigan) war ein US-amerikanischer Jazzmusiker (Piano, Arrangement) und Hochschullehrer.

## Leben und Wirken
Weed studierte klassisches Piano und Komposition an der Central Michigan University; anschließend zog er nach Los Angeles. Dort setzte er seine Studien fort; den Bachelor und den Master in Piano Performance und Jazz Studies erwarb er an der Grove School of Music. Im Laufe seiner Karriere arbeitete er u. a. mit Carmen McRae, Anita O’Day, Paul Anka und Jack Jones als Pianist und musikalischer Leiter, außerdem mit Peter Soave, Charles Lloyd, Nick Brignola, Woody Herman, Mundell Lowe, John Patitucci, Vinny Golia, Richie Cole, Teddy Edwards, Kim Richmond, Dick Berk, Dave Bennett, ferner mit dem  New York Pops Orchestra (mit dem er in der Carnegie Hall auftrat) und mit dem Cleveland Pops Orchestra mit einem Astor Piazzolla Programm. Weed war auch als Musiker und Arrangeur für das Label Discovery Records in Los Angeles tätig; dabei arbeitete er mit Musikern wie Chaka Khan, Al Cohn, Kenny Burrell, John Clayton, Bill Watrous, Shorty Rogers, Jerome Richardson, Bud Shank, Stanley Turrentine, Wycliffe Gordon, John Carter, Bobby Bradford, Betty Carter, Wynton Marsalis, Frank Morgan und David Fathead Newman zusammen.
Tad Weed lehrte als Associate Professor Jazzpiano an der University of Toledo. Ferner unterrichtete er als Adjunct Professor an der University of Michigan, Bowling Green State University, Western Michigan University, University of Windsor und an der  University of Oakland. Daneben unterrichtete er Jazz/Komposition in Sommerkursen und trat mit eigenen Formationen auf. Er spielte auch mit The Freedom Ensemble, im Pete Siers Trio und im Piano-Trio Dobbins, Krahnke and Weed. Im Bereich des Jazz war er zwischen 1985 und 2013 an  27 Aufnahmesessions beteiligt.

## Diskographische Hinweise
- Soloing (Nine Winds, 1992), mit Ken Filiano, Joe LaBarbera
- A Tribute to Gene Harris (All Story, 1999)